# Хасеки
Хасеки́-султа́н (осман. خاصكی سلطان‎, тур. Haseki Sultan) — титул жён и наложниц османских султанов.

## История
Титул «хасеки» (или, неправильно, касеки) получала кадын (значит «госпожа») если она родит наследника престола или по велению султана. С воцарением сына кадын называлась «валиде́-султан».
Этот второй по значимости титул в гареме после валиде ввёл в 1521 году султан Сулейман для своей любимой наложницы Хюррем-султан, ставшей позднее его законной женой. У султана могла быть как одна хасеки, так и несколько.
Хасеки, не имевшие кровного родства с султаном, занимали более высокое положение, чем султанские сёстры и тётки. Такое положение определялось тем, что фаворитка правителя имела больше шансов стать матерью следующего султана, нежели остальные наложницы или же родственницы правителя. Хасеки получали лучшие ткани, меха и драгоценности, а их покои чаще всего находились рядом с покоями валиде-султан; также они имели большой штат прислуги и получали большое жалованье: так, Сафие-султан — хасеки Мурада III — получала жалованье в размере 1000 акче в день, в то время как сёстры султана Эсмехан и Гевхерхан получали только по 300 и 250 акче соответственно, а их тётка Михримах — 600 акче в день. Кроме того, в случае смерти султана хасеки продолжали получать выплаты из казны; так было и с фаворитками, не ставшими валиде или вовсе не имевшими сыновей (Айше-хатун), а также с теми, кто стал валиде через много лет после смерти мужа (Кёсем-султан).
Самыми известными носительницами титула являлись Хюррем-султан, Нурбану-султан, Сафие-султан и Кёсем-султан. Три последних пережили супругов и стали валиде.